# ザ・コンダーハウス
ザ・コンダーハウス（THE CONDER HOUSE）は、愛知県名古屋市中区錦に2018年（平成30年）にオープンしたレストラン、結婚式場。運営会社は東京都千代田区に本社を置く株式会社プラン ドゥ シー（株式会社：Plan･Do･See）で、ホテル・レストラン・ウェディング等の事業を行っている企業である。

## 概要
1926年（大正15年）に鈴木禎次が設計を手掛けて築かれた名古屋銀行本店をリノベーション。跡地は名古屋市都市景観重要建築物等に指定されている。かつて繊維業に沸き、戦後は自動車産業の要として歴史を刻んできた名古屋の街において、発展の軸となってきた広小路通の一角に所在する。この通りは、昭和初期に数々の銀行や保険会社が立ち並ぶ金融街として栄えた通りであった。
敷地内にある挙式会場にて、「キリスト教式」「洋装人前式」「和装人前式」からそれぞれのスタイルに合わせて選べ、複数の提携神社での神前式も可能である。
一方、パーティルーム（バンケット、披露宴会場）は「ザ リビングルーム」「ザ ダイニングルーム」「ザ コンダーホール」といった3つの中から選択することができる。

## 交通アクセス
- 名古屋市営地下鉄東山線・鶴舞線「伏見駅（3番出口）」より徒歩で約5分。
- JR各線「名古屋駅」よりタクシーで約5分。